# Élections des gouverneurs américains de 2013
Des élections de gouverneurs ont lieu le 5 novembre 2013 dans deux États des États-Unis : le New Jersey détenu par le républicain Chris Christie et la Virginie détenue par le républicain Bob McDonnell.

## Résultats
| États      | Gouverneur sortant | Gouverneur sortant | Gouverneur élu | Gouverneur élu      |
| ---------- | ------------------ | ------------------ | -------------- | ------------------- |
| New Jersey |                    | Chris Christie (R) |                | Chris Christie (R)  |
| Virginie   |                    | Bob McDonnell (R)  |                | Terry McAuliffe (D) |

## Situation par État

### New Jersey

Résultat par comté :
Christie : 70-80 %
Christie : 60-70 %
Christie : 50-60 %
Buono : 50-60 %
Buono : 60-70 %

#### Primaire républicaine
| Candidat       | Voix    | %     |
| -------------- | ------- | ----- |
| Chris Christie | 205 666 | 91,91 |
| Seth Grossman  | 18 095  | 8,09  |

#### Primaire démocrate
| Candidat      | Voix    | %     |
| ------------- | ------- | ----- |
| Barbara Buono | 173 714 | 88,10 |
| Troy Webster  | 23 457  | 11,90 |

#### Élection générale
| Candidat            | Parti               | Parti               | Voix      | %     |
| ------------------- | ------------------- | ------------------- | --------- | ----- |
| Chris Christie      |                     | Républicain         | 1 278 932 | 60,30 |
| Barbara Buono       |                     | Démocrate           | 809 978   | 38,19 |
| Kenneth R. Kaplan   |                     | Libertarien         | 12 155    | 0,57  |
| Steve Welzer        |                     | Vert                | 8 295     | 0,39  |
| Diane W. Sare       |                     | Glass-Steagall Now  | 3 360     | 0,16  |
| William Araujo      |                     | Paix et liberté     | 3 300     | 0,16  |
| Hank Schroeder      |                     | Indépendant         | 2 784     | 0,13  |
| Jeff Boss           |                     | NSA Did 911         | 2 062     | 0,10  |
|                     |                     |                     |           |       |
| Total/participation | Total/participation | Total/participation | 2 120 866 | 38,48 |